# Закон и порядок: Специальный корпус (сезон 14)
Премьера четырнадцатого сезона полицейского процедурала «Закон и порядок: Специальный корпус» состоялась 26 сентября 2012 года на американском телеканале NBC; заключительная серия сезона вышла в эфир 22 мая 2013 года. В общей сложности, четырнадцатый сезон состоял из двадцати четырёх эпизодов.

## Актеры и персонажи
| - Маришка Харгитей — детектив Оливия Бенсон - Дэнни Пино — детектив Ник Амаро - Келли Гиддиш — детектив Аманда Роллинс - Ричард Белзер — сержант Джон Манч - Айс Ти — детектив Фин Тутуола - Дэнн Флорек — капитан Дон Крейген | - Би Ди Вонг — доктор Джордж Хуанг - Рауль Эспарса — помощник окружного прокурора Рафаэль Барба - Тамара Тюни — доктор Мелинда Уорнер - Дин Уинтерс — детектив Брайан Кэссиди - Элизабет Марвел — адвокат Рита Калхун - Адам Болдуин — капитан Стивен Харрис |

## Эпизоды
| № общий | № в сезоне | Название                                       | Режиссёр         | Автор сценария                                                                       | Дата премьеры    | Зрители в США (млн) |
| --- | ---------- | ---------------------------------------------- | ---------------- | ------------------------------------------------------------------------------------ | ---------------- | ------------------- |
| 296 | 1          | «Lost Reputation» «Испорченная репутация»      | Майкл Словис     | Уоррен Ли и Джули Мартин                                                             | 26 сентября 2012 | 7,19                |
| Капитан Крейген найден в постели с мёртвой проституткой и обвиняется в её убийстве. Детективы спецкорпуса полны решимости оправдать своего капитана. Оливия пытается убедить прокурора по этому делу Полу Фостер в том, что её начальника подставили; Кэссиди рискует лишиться своего прикрытия, помогая бывшим сослуживцам; коллеги перестают доверять Амаро, а его жена говорит, что им нужно пожить раздельно. - Приглашенные звезды: Питер Джейкобсон, Пэйджет Брюстер - Сюжет серии имеет предысторию в двадцать третьем эпизоде тринадцатого сезона под названием «Родийские ночи» и завершается во втором эпизоде четырнадцатого сезона под названием «Выше подозрений» |            |                                                |                  |                                                                                      |                  |                     |
| 297 | 2          | «Above Suspicion» «Выше подозрений»            | Майкл Словис     | Джули Мартин и Уоррен Ли                                                             | 26 сентября 2012 | 7,19                |
| Суд над Крейгеном продолжается. Амаро решает провести собственное расследование, чтобы оправдать капитана и обелить своё имя. На Кэссиди совершается покушение. Оливия понимает, что у Фостер есть свой грязный секрет. - Приглашенная звезда: Питер Джейкобсон, Пэйджет Брюстер - Сюжет серии имеет предысторию в двадцать третьем эпизоде тринадцатого сезона под названием «Родийские ночи» и первом эпизоде четырнадцатого сезона под названием «Испорченная репутация» |            |                                                |                  |                                                                                      |                  |                     |
| 298 | 3          | «Twenty-Five Acts» «Двадцать пять действий»    | Жан де Сегонзак  | Сценарий: Джон П. Роше Сюжет: Уоррен Ли и Джули Мартин                               | 10 октября 2012  | 6,24                |
| Известный телеведущий идёт на свидание с автором популярного садо-мазо романа, а затем насилует её. Жертва долго не решается заявить о преступлении, так как оно полностью повторяет сцену из её книги. Однако когда насилие повторяется, она идёт в полицию. Новый окружной прокурор Рафаэль Барба делает всё возможное, чтобы засадить преступника за решётку, но Амаро находит компрометирующую информацию о жертве, которая ставит под угрозу успех дела в суде. - Приглашенные звезды: Анна Кламски и Роджер Барт |            |                                                |                  |                                                                                      |                  |                     |
| 299 | 4          | «Acceptable Loss» «Приемлемая потеря»          | Алекс Чаппл      | Эд Закерман                                                                          | 17 октября 2012  | 6,25                |
| Детективы расследуют дело о секс-рабынях, которые были ввезены в страну для занятий проституцией. Однако хорошо подготовленная операция по задержанию виновных в торговле людьми срывается из-за вмешательства в неё агента по борьбе с терроризмом. Крейген возвращается в участок. - Приглашенная звезда: Кэтрин Эрбе |            |                                                |                  |                                                                                      |                  |                     |
| 300 | 5          | «Manhattan Vigil» «Манхэттенское бдение»       | Жан де Сегонзак  | Питер Блаунер                                                                        | 24 октября 2012  | 6,77                |
| Сын крупного нью-йоркского застройщика похищен в метро на глазах у отца. Бенсон и Манч подозревают, что это совершил тот же преступник, что похитил мальчика в том же районе тринадцать лет назад. - Приглашенная звезда: Хэмиш Линклейтер - Сюжет серии продолжается в девятом эпизоде семнадцатого сезона под названием «Стандарт порочности» |            |                                                |                  |                                                                                      |                  |                     |
| 301 | 6          | «Friending Emily» «Зафрендить Эмили»           | Джим Маккей      | Кевин Фокс                                                                           | 31 октября 2012  | 6,05                |
| Четырнадцатилетняя девочка похищена после студенческой вечеринки, на которую она пошла вместе со своей старшей сестрой. Детективы выясняют, что это дело рук серийного насильника, который похищает девочек и транслирует видео с ними в прямом эфире в интернете. К Роллинс приезжает её проблемная сестра. |            |                                                |                  |                                                                                      |                  |                     |
| 302 | 7          | «Vanity's Bonfire» «Костёр тщеславия»          | Майкл Словис     | Сценарий: Гвендолин Паркер Сюжет: Гвендолин Паркер и Уоррен Ли                       | 14 ноября 2012   | 5,78                |
| С детской площадки похищена годовалая девочка. Детективы быстро находят похитительницу, которая утверждает, что является биологической матерью ребёнка. Также она заявляет, что её влиятельный любовник, биологический отец ребёнка, обманом отнял дочь, сказав, что вернёт её через пару месяцев, но не сдержал обещание. - Приглашенная звезда: Скотт Бакула |            |                                                |                  |                                                                                      |                  |                     |
| 303 | 8          | «Lessons Learned» «Выученные уроки»            | Алекс Чаппл      | Сценарий: Эд Закерман и Джон П. Роше Сюжет: Джули Мартин и Эд Закерман               | 21 ноября 2012   | 5,20                |
| Бывший учитель элитной школы кончает жизнь самоубийством. Рядом с трупом детективы находят письмо от его бывшего ученика, в котором содержатся обвинения в сексуальном насилии. Бенсон и Амаро находят отправителя письма и узнают, что он не единственная жертва, насилия, а погибший учитель — не единственный насильник. - Приглашенная звезда: Эллиотт Гулд |            |                                                |                  |                                                                                      |                  |                     |
| 304 | 9          | «Dreams Deferred» «Отложенные мечты»           | Майкл Смит       | Джули Мартин и Уоррен Ли                                                             | 5 декабря 2012   | 6,16                |
| Массовый убийца находится на свободе, и количество его жертв продолжает расти. Единственная ниточкой к нему для детективов становится нью-йоркская проститутка, чьим клиентом он является уже 25 лет. Бенсон убеждает женщину помочь им и постепенно проникается её проблемами и пытается помочь ей изменить жизнь к лучшему. - Приглашенная звезда: Патрисия Аркетт |            |                                                |                  |                                                                                      |                  |                     |
| 305 | 10         | «Presumed Guilty» «Презумпция виновности»      | Кортни Хант      | Кевин Фокс                                                                           | 2 января 2013    | 7,73                |
| В канун Рождества жестоко избит священник. По подозрению в этом преступлении арестован брат бывшей жены Фина, недавно вышедший из тюрьмы по УДО. Фин всеми силами пытается доказать невиновность бывшего родственника, чтобы тот впервые за долгое время смог отметить праздник с сыном. В ходе расследования детективы раскрывают случаи сексуального насилия в церкви. - Приглашенная звезда: Денис О’Хэр |            |                                                |                  |                                                                                      |                  |                     |
| 306 | 11         | «Beautiful Frame» «Красивая рамка»             | Жан де Сегонзак  | Питер Блаунер                                                                        | 9 января 2013    | 8,42                |
| Жертву изнасилования, чьё дело так и не дошло до суда, арестовывают по подозрению в убийстве её бывшего парня. Бенсон и Барба считают, что девушку подставил её насильник, который избежал обвинения, потому что работал осведомителем окружного прокурора. - Приглашенные звезды: Джейн Качмарек и Ивонн Зима |            |                                                |                  |                                                                                      |                  |                     |
| 307 | 12         | «Criminal Hatred» «Преступная ненависть»       | Адам Бернстайн   | Эд Закерман                                                                          | 30 января 2013   | 6,42                |
| Детективы спецкорпуса арестовывают молодого мужчину, который совершает жестокие нападения на геев. Вскоре выясняется, что преступник и сам является геем. - Приглашенная звезда: Вардалос Ниа |            |                                                |                  |                                                                                      |                  |                     |
| 308 | 13         | «Monster's Legacy» «Наследие монстра»          | Жан де Сегонзак  | Сценарий: Джон П. Роше Сюжет: Уоррен Ли и Джули Мартин                               | 6 февраля 2013   | 5,23                |
| Детективам становится известно, что несколько осуждённых преступников в детстве были подвергнуты сексуальному насилию со стороны тренера, работавшего в летнем лагере. Оливия просит адвоката Байарда Эллиса стать защитником одного из этих преступников, чья казнь должна состояться через несколько дней. - Приглашенные звезды: Майк Тайсон и Андре Брауэр |            |                                                |                  |                                                                                      |                  |                     |
| 309 | 14         | «Secrets Exhumed» «Секреты эксгумированных»    | Лора Белси       | Уоррен Ли и Джули Мартин                                                             | 13 февраля 2013  | 6,35                |
| Бенсон и Амаро отправляются в Майами, чтобы забрать подозреваемого, чьё ДНК было найдено на жертвах, убитых в 1980-х годах. Там они встречают давнюю знакомую Оливии агента ФБР Дейну Льюис, которая сообщает, что она тоже занимается этим делом, поскольку подозреваемый совершал преступления по всей стране, и предлагает детективам работать вместе. Однако вскоре Амаро начинает сомневаться, что все убийства — дело рук одного человека и понимает, что агенту Льюис есть, что скрывать. - Приглашенные звезды: Марша Гей Харден и Гарольд Перрино |            |                                                |                  |                                                                                      |                  |                     |
| 310 | 15         | «Deadly Ambition» «Смертельные амбиции»        | Джим Маккей      | Сценарий: Уоррен Ли и Джули Мартин Сюжет: Питер Блаунер и Кевин Фокс                 | 20 февраля 2013  | 5,61                |
| Сестра Роллинс вновь приезжает в город и сообщает Аманде, что беременна от своего парня, который плохо с ней обращается. Придя на следующий день домой, Аманда застаёт там парня сестры, который угрожает пистолетом, и в целях самообороны стреляет в него. Однако детектив отдела внутренних расследований после разговора с сестрой Роллинс не склонен считать случившееся самозащитой. |            |                                                |                  |                                                                                      |                  |                     |
| 311 | 16         | «Funny Valentine» «Смешной возлюбленный»       | Жан де Сегонзак  | Гвендолин Паркер                                                                     | 27 февраля 2013  | 5,44                |
| Молодая и многообещающая певица Миша Грин жестока избита своим бойфрендом, звездой хип-хопа. Бенсон и Барба всеми силами пытаются убедить потерпевшую заявить на своего обидчика, однако девушка отказывается идти в суд и говорит, что любит его. |            |                                                |                  |                                                                                      |                  |                     |
| 312 | 17         | «Undercover Blue» «Полицейский под прикрытием» | Майкл Смит       | Эд Закерман и Аарон Трейси                                                           | 20 марта 2013    | 5,51                |
| Детектив Брайан Кэссиди, главный свидетель обвинения в суде над сутенёром Бартом Ганзелем, оказывается под подозрением в изнасиловании, которое он предположительно совершил, находясь под прикрытием. Амбициозный помощник окружного прокурора Дерек Штраус делает всё возможное, чтобы как можно быстрее провести над Кэссиди судебный процесс и выиграть его. Однако тактика адвоката Брайана приводит к раскрытию обстоятельств, которые навсегда меняют жизнь... детектива Амаро. |            |                                                |                  |                                                                                      |                  |                     |
| 313 | 18         | «Legitimate Rape» «Законное изнасилование»     | Джонатан Херрон  | Кевин Фокс и Питер Блаунер                                                           | 27 марта 2013    | 6,61                |
| Известная спортивная журналистка обращается к Бенсон, утверждая что её изнасиловал коллега-оператор, но отказывается заявить на насильника, опасаясь за свою карьеру на телевидении. Вскоре девушка понимает, что оператор преследовал её до изнасилования и продолжил делать это после, и меняет своё решение. Однако ещё до начала судебного разбирательства выясняется, что жертва забеременела в результате изнасилования, и этот факт даёт защите шанс на победу. - Приглашенные звезды: Лорен Коэн и Дэвид Марчиано |            |                                                |                  |                                                                                      |                  |                     |
| 314 | 19         | «Born Psychopath» «Рождённый психопатом»       | Алекс Чаппл      | Джули Мартин и Уоррен Ли                                                             | 3 апреля 2013    | 6,34                |
| Пятилетняя девочка попадает в больницу с травмой головы и синяками, вызванными падением с лестницы. Детективы подозревают, что кто-то столкнул её вниз, и выясняют, что её десятилетний брат склонен к насилию и агрессии, а родители и учителя едва справляются с ним. С помощью доктора Хуанга Бенсон и Амаро пытаются убедить родителей отправить сына на лечение, однако получают отказ, и вскоре ситуация полностью выходит из-под контроля. - Приглашенная звезда: Хоуп Дэвис |            |                                                |                  |                                                                                      |                  |                     |
| 315 | 20         | «Girl Dishonored» «Обесчещенная девушка»       | Холли Дейл       | Сценарий: Роберт Брукс Коэн Сюжет: Уоррен Ли и Джули Мартин                          | 24 апреля 2013   | 7,35                |
| В кампусе колледжа происходит групповое изнасилование первокурсницы. Запуганная девушка отказывается выдвигать обвинения против своих обидчиков. Вскоре детективы выясняют, что это далеко не первое изнасилование, произошедшее в одном и том же братстве, а декан и служба безопасности кампуса давно и успешно покрывают насильников. Роллинс и Барба делают всё возможное, чтобы прервать порочный круг насилия и привлечь к ответственности всех виновных. |            |                                                |                  |                                                                                      |                  |                     |
| 316 | 21         | «Traumatic Wound» «Больная рана»               | Алекс Закржевски | Гвендолин Паркер и Джон П. Роше                                                      | 1 мая 2013       | 5,72                |
| Девушка-подросток изнасилована толпой в клубе на рок-концерте, но из-за шока она не способна восстановить полную картину случившегося. Амаро арестовывает многих посетителей клуба, подозреваемых в этом преступлении, включая охранника клуба Фрэнка Паттерсона, бывшего рейнджера, служившего в Ираке. Вскоре Ник понимает, что Фрэнк не насиловал девушку, а, наоборот, старался помочь ей, но из-за ПТСР не смог сделать этого. Однако во время суда Фрэнк вспоминает ключевую информацию о случившемся, которая может помочь Барбе наказать всех виновных в этом преступлении. - Приглашенные звезды: Лола Кёрк и Эйон Бэйли                                              |            |                                                |                  |                                                                                      |                  |                     |
| 317 | 22         | «Poisoned Motive» «Ядовитый мотив»             | Артур У. Форни   | Сценарий: Джули Мартин и Эд Закерман Сюжет: Уоррен Ли                                | 8 мая 2013       | 6,91                |
| Когда в один и тот же день происходят нападения неизвестного снайпера на Роллинс и на сына бывшей начальницы Тутуолы, Фин понимает, что разгадку необходимо искать в его прошлых делах, которые он вёл в отделе по борьбе с наркотиками. Он отправляется за помощью к своему бывшему напарнику, но снайпер наносит ещё один удар. - Приглашенная звезда: Кэтрин Эрбе |            |                                                |                  |                                                                                      |                  |                     |
| 318 | 23         | «Brief Interlude» «Краткая интерлюдия»         | Кевин Брей       | Сценарий: Питер Блаунер и Кевин Фокс Сюжет: Питер Блаунер, Кевин Фокс и Педро Гарсия | 15 мая 2013      | 6,48                |
| Неподалёку от дома мэра найдена избитая и изнасилованная женщина, её доставляют в больницу, где она впадает в кому. Детективы выясняют, что пострадавшая — счастливая жена и мать двоих сыновей, однако чтобы раскрыть преступление Бенсон и Амаро нужно определить, вела ли она тайную жизнь или стала жертвой случайных обстоятельств. |            |                                                |                  |                                                                                      |                  |                     |
| 319 | 24         | «Her Negotiation» «Её переговоры»              | Норберто Барба   | Джули Мартин и Уоррен Ли                                                             | 22 мая 2013      | 6,66                |
| В Центральном парке Роллинс производит рутинный арест мужчины, который занимался эксгибиционизмом. Однако, узнав, что задержанный сжёг собственные отпечатки пальцев, она начинает испытывать дурное предчувствие и вместе со своими коллегами пытается разузнать всё о его прошлом. Вскоре детективы понимают, что имеют дело с серийным садистом и насильником, который много раз уходил от наказания в разных штатах. Барба также терпит неудачу, пытаясь, наконец, засадить преступника за решётку, и это ставит жизнь Бенсон под угрозу. - Приглашенная звезда: Пабло Шрайбер                                                                                             |            |                                                |                  |                                                                                      |                  |                     |